# カルボアルコキシル化
カルボアルコキシル化 (カルボアルコキシルか、英: Carboalkoxylation) は、工業化学においてアルケンをエステルに変換するプロセスである。ヒドロエステル化 (Hydroestrification) とも呼ばれ、カルボニル化の一種である。密接に関連するプロセスとして、アルコールの代わりに水を使用するヒドロカルボキシル化が挙げられる。
プラスチック用接着剤に広く用いられるメタクリル酸メチルの前駆体として重要なプロピオン酸メチルを生成する用途で商業的に用いられる。
C2H4 +  CO  + MeOH→MeO2CC2H5
このプロセスは、触媒PdC6H4(CH2PtBu2)2(OAc)2の存在下で進行する。他のPd-ジホスフィン触媒下でポリエチレンケトンを生成する同様のプロセスも存在する。
カルボアルコキシル化は、さまざまなテロマー化スキームに組み込まれている。例えば、カルボアルコキシル化は、1,3-ブタジエンの二量化と結びついている。このステップにより、二つの不飽和結合を持つC-9エステルが生成される。
2 CH2=CH-CH=CH2  +  CO +  CH3OH → CH2=CH(CH2)3CH=CHCH2CO2CH3